# Super Seria 2005: Varberg
Super Seria 2005: Varberg, Vulkan Grand Prix –
indywidualne, trzecie w 2005 r. zawody siłaczy z cyklu Super Serii.
Data: 30 lipca 2005

Miejsce: Varberg  Szwecja
WYNIKI ZAWODÓW:
| Miejsce | Zawodnik             | Kraj              | Punkty |
| ------- | -------------------- | ----------------- | ------ |
| 1.      | Mariusz Pudzianowski | Polska            | 53,5   |
| 2.      | Janne Virtanen       | Finlandia         | 41     |
| 3.      | Jesse Marunde        | Stany Zjednoczone | 37,5   |
| 4.      | Mychajło Starow      | Ukraina           | 34     |
| 5.      | Raivis Vidzis        | Łotwa             | 33     |
| 6.      | Dave Ostlund         | Stany Zjednoczone | 31     |
| 7.      | Odd Haugen           | Norwegia          | 25,5   |
| 8.      | Boris Haraldsson     | Islandia          | 25     |
| 9.      | Ulf Eriksson         | Szwecja           | 16     |
| 10.     | Mick Gosling         | Anglia            | 11     |
| 11.     | Richard Gosling      | Anglia            | 10,5   |
| 12.     | Gudjon Gislason      | Islandia          | 2      |

Czterech najlepszych zawodników zakwalifikowało się do indywidualnych Mistrzostw Świata Strongman 2005.